# Thomas Lyle
Thomas Lyle (ur. 26 sierpnia 1860 w Coleraine, zm. 31 marca 1944 w South Yarra w Melbourne) – australijski naukowiec pochodzenia irlandzkiego, pionier w wykorzystaniu promieniowania rentgenowskiego w medycynie. Zawodnik i sędzia rugby union, reprezentant Irlandii, działacz sportowy.

## Życiorys
Urodził się jako drugi syn posiadacza ziemskiego, Hugh Lyle'a i jego żony Jane née Ranken. Uczęszczał do Coleraine Academical Institution i z uwagi na dobre wyniki w nauce otrzymał w 1879 roku stypendium w Kolegium Trójcy Świętej w Dublinie. W 1883 roku został bakalaureatem, zaś cztery lata później otrzymał tytuł Master of Arts. W 1888 roku nie udało mu się uzyskać posady wykładowcy w Trinity College, taką propozycję otrzymał jednak z australijskiego Melbourne. Na University of Melbourne przybył w połowie następnego roku, wkrótce zaczął organizować zajęcia laboratoryjne dla studentów oraz rozbudowywać program badawczy. Większość sprzętu laboratoryjnego przygotowywał sam, posiadał bowiem umiejętność dmuchania szkła, był również zapalonym fotografem.
Gdy w lutym 1896 roku wieść o odkryciu Wilhelma Röntgena dotarła do Australii, Lyle wykorzystując swoją wiedzę i umiejętności skonstruował na początku marca aparaturę i jako jeden z pierwszych w kraju wykonał i opublikował zdjęcie rentgenowskie. Jego zainteresowania naukowe skierowane były jednak na prąd przemienny i związane z nim efekty magnetyczne, w tym histerezę, a swoje badania prowadził i ich wyniki publikował niezależnie od Charlesa Steinmetza. Był autorem wielu publikacji z tej dziedziny. W 1905 roku otrzymał tytuł Sc.D., w roku 1912 został przyjęty do Royal Society, zaś dziesięć lat później otrzymał tytuł szlachecki.
Wyjeżdżał do USA i Wielkiej Brytanii, by na zlecenie stanowego rządu badać poziom tamtejszych placówek oświatowych. Przewodniczył bądź zasiadał w rozmaitych instytucjach i komitetach administracyjnych i doradczych, m.in. w Melbourne Observatory, Australian National Research Council, Federal Munitions Committee, Industries Exemption Advisory Committee, Australian Commonwealth Engineering Standards Association, Standards Association of Australia, Advisory Council of Science and Industry, jako doradca Royal Australian Navy oraz w stanowych komisjach edukacji, przyznawania stypendium Rhodesa oraz energetyki. Badał także serię wypadków spowodowanych przez wybuchające wojskowe karabiny. Na jego cześć nazwano nagrodę, którą mogą otrzymać australijscy naukowcy za badania w dziedzinie matematyki lub fizyki. W 1995 roku został natomiast uhonorowany znaczkiem pocztowym wraz z innymi australijskimi prekursorami wykorzystania promieniowania rentgenowskiego.
W 1884 zaczął grać w rugby, w ciągu jednego sezonu awansując z drugiego zespołu uniwersyteckiego do irlandzkiej reprezentacji, dla której w latach 1885–1887 rozegrał pięć spotkań. Sędziował też jeden mecz w rozgrywkach Home Nations Championship 1887. Doznał następnie kontuzji kolana, która dokuczała mu również w dalszym życiu. Grał także w krykieta, a w Melbourne stał się entuzjastą futbolu australijskiego, działając we władzach tego sportu w stanie Wiktoria.
Uraz kolana powodował coraz większe problemy z poruszaniem się, toteż Lyle zrezygnował z posady na uniwersytecie w 1915 roku. Przez krwotok śródmózgowy, którego doznał w 1940 roku, został częściowo sparaliżowany. Zmarł cztery lata później pozostawiając poślubioną w 1892 roku żonę, syna i trzy córki.